# غار درمره ۳
غار درمره ۳ مربوط به دوران پارینه‌سنگی است و در شهرستان کوهدشت، بخش مرکزی، دهستان گل گل، روستای بره سید احمد واقع شده و این اثر در تاریخ ۷ اسفند ۱۳۸۶ با شمارهٔ ثبت ۲۱۳۶۲ به‌عنوان یکی از آثار ملی ایران به ثبت رسیده است.